# Episactidae
Famille
Les Episactidae sont une famille d'insectes orthoptères.

## Distribution
Les espèces de cette famille se rencontrent en Amérique centrale, en Asie de l'Est et à Madagascar.

## Liste des genres
Selon Orthoptera Species File (14 juillet 2018) :
- sous-famille Episactinae Burr, 1899
  - genre Episactus Burr, 1899
  - genre Gymnotettix Bruner, 1901
  - genre Lethus Rehn & Rehn, 1934
  - genre Paralethus Rowell & Perez-Gelabert, 2006
  - genre Pielomastax Chang, 1937
- sous-famille Espagnolinae Rehn & Rehn, 1939
  - genre Antillacris Rehn & Rehn, 1939
  - genre Espagnola Rehn & Rehn, 1939
  - genre Espagnoleta Perez-Gelabert, 2000
  - genre Espagnolopsis Perez-Gelabert, Hierro & Otte, 1997
  - genre Neibamastax Rowell & Perez-Gelabert, 2006
  - genre Tainacris Perez-Gelabert, Hierro, Dominici & Otte, 1997
  - genre †Paleomastacris Perez-Gelabert, Hierro, Dominici & Otte, 1997
- sous-famille Miraculinae Bolívar, 1903
  - tribu Heteromastacini Descamps, 1965
    - genre Heteromastax Descamps, 1965

  - tribu Malagassini Rehn & Rehn, 1945
    - genre Acronomastax Descamps, 1965
    - genre Malagassa Saussure, 1903
    - genre Rhabdomastax Descamps, 1969

  - tribu Miraculini Bolívar, 1903
    - genre Miraculum Bolívar, 1903
    - genre Seyrigella Chopard, 1951
- sous-famille Teicophryinae Rehn & Rehn, 1939
  - genre Teicophrys Bruner, 1901

## Publication originale
- Burr, 1899 : Essai sur les Eumastacides. Anales de la Sociedad española de Historia natural, vol. 28, p. 75-112.